# Silvijo Petriško
Silvijo Petriško, född den 20 november 1979 i Zagreb i Kroatien, är en kroatisk roddare.
Han tog OS-brons i åtta med styrman i samband med de olympiska roddtävlingarna 2000 i Sydney.